# Bromdihydroxybenzole
Die Bromdihydroxybenzole bilden eine Stoffgruppe von aromatischen Verbindungen, die sich sowohl vom Phenol bzw. den Dihydroxybenzolen als auch vom Brombenzol ableiten. Die Struktur besteht aus einem Benzolring mit zwei angefügten Hydroxygruppen (–OH) und einem Bromatom (–Br) als Substituenten. Durch deren unterschiedliche Anordnung ergeben sich sechs Konstitutionsisomere mit der Summenformel C6H5BrO2.
Eine einheitliche Namensgebung ist erschwert, da die Dihydroxybenzole keinen gemeinsamen Trivialnamen bilden. Man kann sie somit als Derivate des Brenzcatechins (2 Isomere), des Resorcins (3 Isomere) und des Hydrochinons (1 Isomer) auffassen. Umgekehrt kann man sie als Dihydroxyderivate des Brombenzols auffassen. Da der phenolische Anteil hier überwiegt, ist Bromdihydroxybenzole, also Derivate der Dihydroxybenzole, hier naheliegender.
| Gefahrensymbol |

| keine Einstufung verfügbar |

| keine Einstufung verfügbar |

| Gefahrensymbol |

| keine Einstufung verfügbar |

| Gefahrensymbol |